# Laemophloeus fenestratus
Laemophloeus fenestratus is een keversoort uit de familie dwergschorskevers (Laemophloeidae). De wetenschappelijke naam van de soort werd in 1889 gepubliceerd door Edmund Reitter.